# Punta Cantera (España)
Punta Cantera es un promontorio rocoso de superficie triangular que se adentra en el saco interno de la Bahía de Cádiz. Está situada en San Fernando, en la costa oeste, entre la Casería de Osio y el Centro comercial Bahía Sur. En Punta Cantera se ubican los Polvorines de Fadricas. 

## Historia
En 1730, siendo ya la Isla de León territorio de la corona, Felipe V donó Punta Cantera a la Real Marina de España para la construcción de tres almacenes para la pólvora de S.M. y un cuerpo de guardia para su custodia. Desde ese año, y hasta su abandono en 2001 ha sido territorio militar ocupado por polvorines de la Armada Española. En el último tercio del siglo XVIII los ingenieros militares construyeron en el extremo más avanzado el muelle para la pólvora de S.M., usado profusamente para aprovisionar de tal especie a los buques de la Real Marina. Y a finales del siglo XVIII, una formidable muralla rodeó buena parte del contorno de Punta Cantera. Durante el siglo XIX, gracias a su posición estratégica, Punta Cantera jugó un papel importante en las sucesivas contiendas bélicas que llegaron a la zona. El 13 de junio de 1808, la artillería montada en el promontorio (3 morteros, 16 cañones y 2 obuses) colaboró decisivamente en el apresamiento de la escuadra francesa del almirante Rosily (buques que sobrevivieron en la batalla de Trafalgar, a resguardo en la bahía de Cádiz desde 1805) Posteriormente, entre 1810 y 1812, durante el asedio napoleónico de San Fernando y Cádiz, la batería se transformó en el Reducto Inglés n.º 22, ocupado por tropas inglesas y portuguesas, encargadas de la defensa del litoral oeste en caso de ataque francés. Y en el muelle de Punta Cantera se instaló un apostadero para la flotilla de lanchas sutiles al mando de don Cayetano Valdés. Unos años más tarde, en 1823, la artillería instalada en Punta Cantera contribuyó a la defensa de la Constitución de 1812 contra el asedio de los Cien Mil Hijos de San Luís, que a la postre devolvió el poder absoluto a Fernando VII. Uno de esos soldados franceses dejó su recuerdo grabado en una pared cercana al muelle: "Debreuille, 7 AOUT 1824".

## Construcciones

### Polvorines
El 2 de enero de 1731, Ignacio Sala Garrigo, ingeniero militar, jefe de la Junta de Fortificaciones de Cádiz, hizo entrega a la Real Marina de tres polvorines y un cuerpo de guardia situados en Punta Cantera, San Fernando, Cádiz. Durante los 271 años posteriores, las necesidades crecientes de la Armada propiciaron dos expropiaciones para la ampliación del número de polvorines y dependencia afines al servicio de municionamiento. En estos terrenos expropiados quedaron incluidos los restos de lo que fueron dos lugares con una historia muy singular para San Fernando: la casería de Fadricas y el Lazareto de Infante. En agosto de 2001, cuando la Armada abandonó el recinto de lo que se denominaron Polvorines de Fadricas, quedó un patrimonio arquitectónico muy singular formado por un muelle para la pólvora de Su Majestad; un embarcadero que suministró vituallas y agua a las largas travesías del XVIII; unas murallas defensivas y un total de veinte polvorines levantados en distintas épocas. Dos de ellos sobrevivientes de los tres originales construidos en 1730.

### Muelle de Punta Cantera
Una vez entregados tres polvorines para la Real Marina, en 1730, se hizo imprescindible construir en Punta Cantera un muelle para embarcar con facilidad los barriles de pólvora hacia los buques de guerra. El primer proyecto de un muelle para la pólvora de Su Majestad data de 1751, y lo presenta Joachim Manuel de Villena, comisario general de la artillería de Marina, al Marqués de la Ensenada. Este proyecto fue bien informado por Jorge Juan y Santacilia. Pero no se llevó a término, y sensiblemente modificado, hasta entrado el último tercio del XVIII. 

### Batería
En el espigón se encuentra una batería conocida como reducto inglés número 22. Se encuentra enclavado en un punto elevado que penetra en la bahía, dividiendo la misma en dos grandes ensenadas, una de Santibáñez y la otra de Ossio.